# العلاقات السورينامية الليختنشتانية
العلاقات السورينامية الليختنشتانية هي العلاقات الثنائية التي تجمع بين سورينام وليختنشتاين.

## مقارنة بين البلدين
هذه مقارنة عامة ومرجعية للدولتين:
| وجه المقارنة                                              | سورينام                        | ليختنشتاين                                 |
| --------------------------------------------------------- | ------------------------------ | ------------------------------------------ |
| المساحة (كم2)                                             | 163.27 ألف                     | 16                                         |
| عدد السكان (نسمة)                                         | 563.40 ألف                     | 37.47 ألف                                  |
| الكثافة السكانية (ن./كم²)                                 | 3.45                           | 234.19 ألف                                 |
| العاصمة                                                   | باراماريبو                     | فادوتس                                     |
| اللغة الرسمية                                             | اللغة الهولندية                | اللغة الألمانية                            |
| العملة                                                    | دولار سورينامي، غيلدر سورينامي | فرنك سويسري                                |
| الناتج المحلي الإجمالي (بليون دولار)                      | 3.32 مليار                     | 6.29 مليار                                 |
| الناتج المحلي الإجمالي (تعادل القوة الشرائية) بليون دولار | 9.07 مليار                     |                                            |
| الناتج المحلي الإجمالي الاسمي للفرد دولار أمريكي          | 9.48 ألف                       |                                            |
| الناتج المحلي الإجمالي للفرد دولار أمريكي                 | 16.64 ألف                      |                                            |
| مؤشر التنمية البشرية                                      | 0.714                          | 0.908                                      |
| رمز المكالمات الدولي                                      | +597                           | +423                                       |
| رمز الإنترنت                                              | .sr                            | .li                                        |
| المنطقة الزمنية                                           | 00                             | توقيت وسط أوروبا، ت ع م+01:00، ت ع م+02:00 |

## منظمات دولية مشتركة
يشترك البلدان في عضوية مجموعة من المنظمات الدولية، منها:
| علم المنظمة | اسم المنظمة                   | تاريخ انضمام سورينام | تاريخ انضمام ليختنشتاين |
| ----------- | ----------------------------- | -------------------- | ----------------------- |
|             | الاتحاد البريدي العالمي       | ?                    | ?                       |
|             | الاتحاد الدولي للاتصالات      | 15 يوليو 1976        | 25 يوليو 1963           |
|             | منظمة حظر الأسلحة الكيميائية  | ?                    | ?                       |
|             | منظمة التجارة العالمية        | ?                    | ?                       |
|             | منظمة الشرطة الجنائية الدولية | ?                    | ?                       |
|             | الأمم المتحدة                 | 4 ديسمبر 1975        | 18 سبتمبر 1990          |

## وصلات خارجية
- موقع وزارة الخارجية السورينامية